# Bloedbad van Mahshahr
Het Bloedbad van Mahshahr (Perzisch: کشتار ماهشهر) verwijst naar een massamoord op demonstranten in de stad Mahshahr, Iran, die plaatsvond tussen 16 november en 20 november 2019.